# Bocchi the Rock!
Bocchi the Rock! (japanisch ぼっち・ざ・ろっく! Botchi Za Rokku!) ist eine Mangaserie von Aki Hamazi, die seit 2017 in Japan erscheint. 2022 erschien eine Anime-Adaption, die sich vor allem durch die Verbreitung im Internet zu einem Überraschungserfolg entwickelte.

## Inhalt

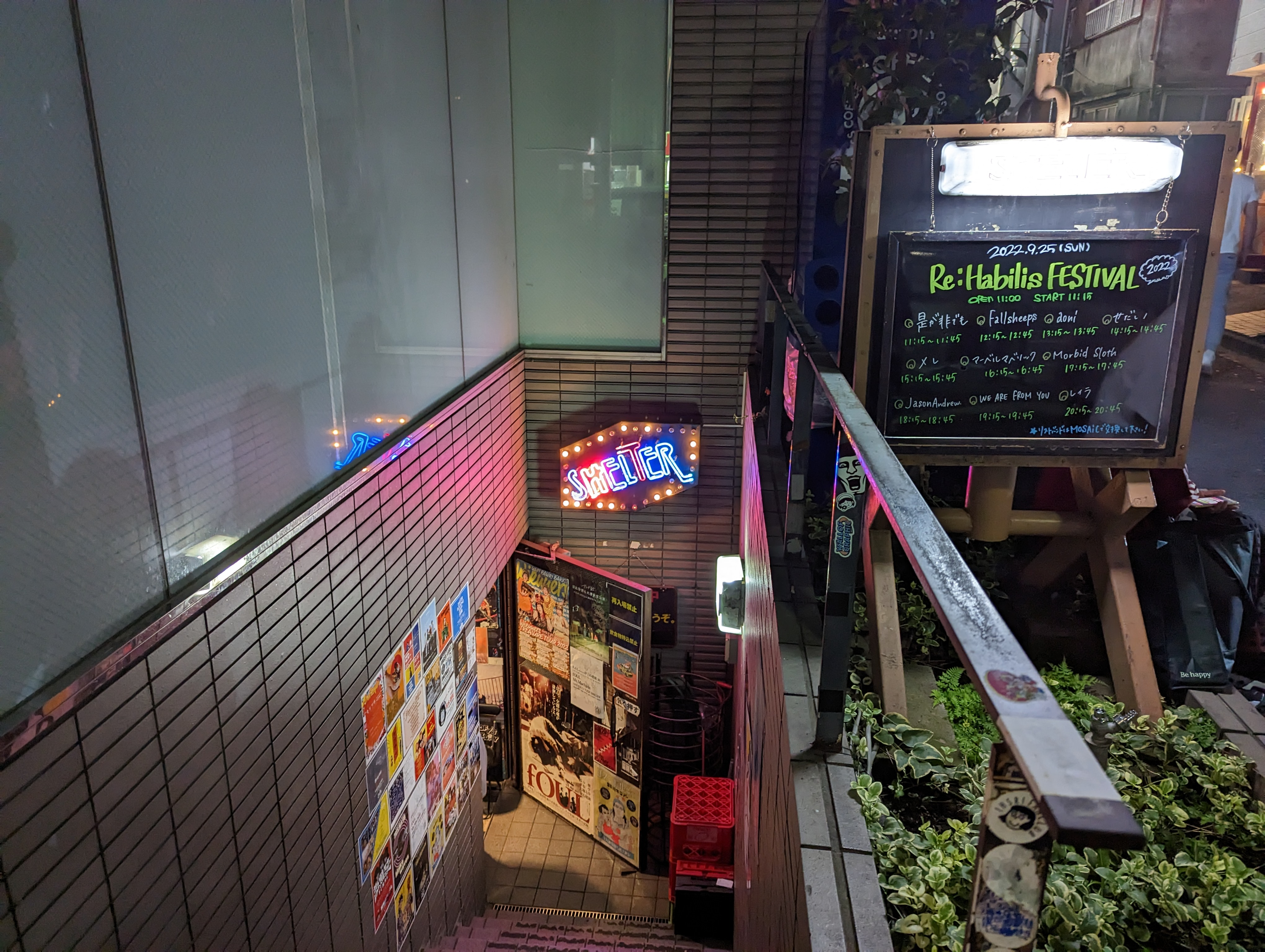
Der Kellerclub Shelter in Shimokitazawa diente als reales Vorbild für die Starry Lounge.

Die Gitarristin und Schülerin Hitori Gotō (japanisch 後藤 ひとり Gotō Hitori) träumt davon, einmal ein erfolgreicher Rockstar zu werden. Obwohl ihre Videos im Internet durchaus erfolgreich sind, leidet sie an einer schweren sozialen Phobie, findet dadurch keinen Anschluss in der Schule und verbringt auch ihre Freizeit allein in ihrem Zimmer. Eines Tages, als sie alleine auf einer Schaukel auf einem Spielplatz sitzt, wird sie von der fröhlichen und aufgeweckten Schlagzeugerin Nijika Ijichi (japanisch 伊地知 虹夏 Ijichi Nijika) entdeckt, die dringend eine Gitarristin für ihre Band, die Kessoku Band, sucht, nachdem die vorherige Gitarristin von einem Tag auf den anderen spurlos verschwunden war. In der Starry Lounge, einem kleinen Kellerclub, trifft sie auf das dritte Bandmitglied, die distanzierte und unterkühlte Bassistin Ryō Yamada (japanisch 山田 リョウ Yamada Ryō). Hitori, die schnell von ihren Bandmitgliedern den Spitznamen Bocchi (japanisch ぼっち Botchi) erhält, ist anfangs so schüchtern, dass sie sich nur unter einem Früchtekarton versteckt zu den Proben traut, entwickelt aber mit der Zeit ein Selbstbewusstsein und wird gegenüber ihren anderen Bandmitgliedern zunehmend offener. Später stößt noch Bocchis Mitschülerin Ikuyo Kita (japanisch 喜多 郁代 Kita Ikuyo), die ihr heimlich bei Proben im Schultreppenhaus zugehört hat und von ihr die Gitarre erlernen will, zur Band hinzu. Wie sich herausstellt, war die extrovertierte Kita die vorherige Gitarristin der Kessoku Band, jedoch trat sie der Band nur bei, weil sie sich Hals über Kopf in Ryō verliebt hatte und ihr näher kommen wollte, obwohl sie in Wirklichkeit gar kein Instrument spielen konnte. Im Laufe der Geschichte macht Bocchi noch mit weiteren Charakteren Bekanntschaft, so hilft etwa die alkoholabhängige Bassistin Kikuri Hiroi (japanisch 廣井 きくり Hiroi Kikuri), Mitglied der Psychedelic-Rock-Band Sick Hack, Bocchi dabei, ihre Bühnenangst zu überwinden und vor fremdem Publikum zu spielen, und steht ihr auch bei späteren Auftritten häufig zur Seite.

## Veröffentlichung
Der Manga erscheint seit Dezember 2017 im Magazin Manga Time Kirara Max des Verlags Hōbunsha. Seit 2019 wurde die Serie in bisher sieben Sammelbänden veröffentlicht (Stand: Oktober 2024). Yen Press veröffentlicht eine englischsprachige Fassung des Mangas, Editorial Ivréa eine spanische und Ishi Publishing eine italienische. Eine deutschsprachige Ausgabe erscheint im Verlag Dokico seit April 2025. 
Ein Ableger erscheint seit Juli 2023 im Magazin Comic Fuz unter dem Titel Bocchi the Rock! Gaiden: Hiroi Kikuri no Fukazake Nikki. Gezeichnet wird dieser von Kumichou.
| Band | Japanisch         | Japanisch         | Deutsch          | Deutsch           |
| Band | Veröffentlichung  | ISBN              | Veröffentlichung | ISBN              |
| ---- | ----------------- | ----------------- | ---------------- | ----------------- |
| 1    | 27. Februar 2019  | 978-4-8322-7072-5 | 1. April 2025    | 978-3-9874513-6-2 |
| 2    | 27. Februar 2020  | 978-4-8322-7170-8 |                  |                   |
| 3    | 25. Februar 2021  | 978-4-8322-7252-1 |                  |                   |
| 4    | 26. August 2022   | 978-4-8322-7388-7 |                  |                   |
| 5    | 26. November 2022 | 978-4-8322-7419-8 |                  |                   |
| 6    | 25. August 2023   | 978-4-8322-7477-8 |                  |                   |
| 7    | 25. Oktober 2024  | 978-4-8322-9581-0 |                  |                   |

## Adaption als Anime
Das Anime wurde von CloverWorks produziert. Regie führte Keiichirō Saitō und die Drehbücher schrieb Erika Yoshida. Das Charakterdesign wurde von Kerorira für die Animationen adaptiert und die künstlerische Leitung lag bei Yasunao Moriyasu. Die Tonarbeiten leitete Akiko Fujita, für die Computeranimationen war Katsuaki Miyaji verantwort und für die Kameraführung Tsubasa Kanamori. Produzenten waren Hiroyuki Kobayashi und Tatsuya Ishikawa.
Ab dem 9. Oktober 2022 wurde die Serie von den Sendern Tokyo MX, BS11, Gunma TV, GYT, MRT, MBS, RKB, AT-X und WOWOW in Japan ausgestrahlt. Die Serie endete am 25. Dezember 2022 mit der zwölften Folge. International erfolgte die Veröffentlichung über die Plattform Crunchyroll mit Untertiteln unter anderem auf Deutsch und Englisch.
Eine zweite Staffel wurde am 15. Februar 2025 angekündigt. Sie wird erneut von CloverWorks produziert und von Yusuke Yamamoto inszeniert.

### Synchronsprecher
| Rolle         | Seiyū            |
| ------------- | ---------------- |
| Hitori Gotō   | Yoshino Aoyama   |
| Ikuyo Kita    | Ikumi Hasegawa   |
| Ryо̄ Yamada    | Saku Mizuno      |
| Nijika Ijichi | Sayumi Suzushiro |

### Musik
Die Musik der Serie wurde komponiert von Tomoki Kikuya. Das Vorspannlied ist Seishun Complex (青春コンプレックス) von Kessoku Band, die fiktionale Band aus der Serie (in den deutschen Untertiteln unter dem Namen „Kabelband“). Die Abspannlieder sind:
- Distortion!! von Kessoku Band
- Karakara (カラカラ) von Kessoku Band
- Nani ga Warui (なにが悪い) von Kessoku Band
- Korogaru Iwa, Kimi ni Asa ga Furu (転がる岩、君に朝が降る) von Kessoku Band

Innerhalb der Folgen werden weitere sechs Lieder abgespielt:
- Ano Band (rojou live instrumental) (あのバンド～路上ライブ instrumental～) von Kessoku Band
- Ano Band (あのバンド) von Kessoku Band
- Guitar to Kodoku to Aoi Hoshi (ギターと孤独と蒼い惑星) von Kessoku Band
- Seiza ni Naretara (星座になれたら) von Kessoku Band
- Wasurete Yaranai (忘れてやらない) von Kessoku Band
- Watashi dake Yuurei (ワタシダケユウレイ) von Sick Hack

### Episodenliste
| Nr. | Deutscher Titel                 | Originaltitel                            | Erstausstrahlung Japan |
| --- | ------------------------------- | ---------------------------------------- | ---------------------- |
| 1   | Rolling Bocchi                  | 転がるぼっち Korogaru Botchi             | 9. Okt. 2022           |
| 2   | Bis morgen                      | また明日 Mata Ashita                     | 16. Okt. 2022          |
| 3   | Eilige Suche                    | 馳せサンズ Hase Sanzu                    | 23. Okt. 2022          |
| 4   | Jumping Girl(s)                 | ジャンピングガール(ズ) Janpingu Gāru(zu) | 30. Okt. 2022          |
| 5   | Flugunfähiger Fisch             | 飛べない魚 Tobenai Sakana                | 6. Nov. 2022           |
| 6   | Acht Ansichten                  | 八景 Hakkei                              | 13. Nov. 2022          |
| 7   | Zu dir nach Hause               | 君の家まで Kimi no Uchi Made             | 20. Nov. 2022          |
| 8   | Bocchi the Rock                 | ぼっち・ざ・ろっく Botchi Za Rokku       | 27. Nov. 2022          |
| 9   | Enoshima Escar                  | 江ノ島エスカー Enoshima Esukā            | 4. Dez. 2022           |
| 10  | After Dark                      | アフターダーク Afutā Dāku                | 11. Dez. 2022          |
| 11  | Der Abend des Duodezimalsystems | 十二進法の夕景 Jūnishinhō no Yūkei       | 18. Dez. 2022          |
| 12  | Das Morgenlicht fällt auf dich  | 君に朝が降る Kimi ni Asa ga Furu         | 25. Dez. 2022          |

## Rezeption
Der Manga war lange Zeit wenig bekannt und auch der Anime fand zunächst vergleichsweise wenig Zuspruch. Doch noch während der Ausstrahlung wurde der Anime zu einem Überraschungserfolg. Zahlreiche Sequenzen aus dem Anime verbreiteten sich als Meme im Internet und verhalfen dem Anime zu großer Beliebtheit.
Der Anime wurde nach seiner Veröffentlichung mehrfach ausgezeichnet, unter anderem als bester Anime des Jahres 2022 bei den Anime Trending Awards. Kritiker bei Anime News Network lobten den Anime vor allem für seine einfühlsame und realitätsgetreue Darstellung einer an sozialer Phobie leidenden Person. Der Erfolg übertrug sich anschließend auch auf den Manga, der aufgrund der so nicht erwarteten Verkaufszahlen mehrmals ausverkauft war. Bis zum März 2023 wurden 2 Millionen Kopien des Mangas gedruckt.
Die Verkaufszahlen von Gitarren wie der von Bocchi gespielte Gibson Les Paul schnellten durch den Erfolg des Anime sprunghaft nach oben und führen zeitweise zu Lieferengpässen.
Das Debütalbum von Kessoku Band erreichte Platz eins der japanischen Albumcharts von Oricon. Es verkaufte sich in der ersten Woche etwas mehr als 72.000 mal und wurde zwischenzeitlich von der Recording Industry Association of Japan mit einer Goldenen Schallplatte ausgezeichnet. Auf digitaler Ebene wurde das Album bis Ende des Jahres 2023 etwas mehr als 70.000 mal verkauft. Das Lied Nani ga Warui de erhielt im Rahmen der JapanExpo eine Nominierung für den Daruma als beste Abspannsequenz, wurde aber nicht ausgezeichnet.